# Constant de theta
En matemàtiques, una constant de theta o Thetanullwert (en alemany per al valor de zero de theta; plural Thetanullwerte) és la restricció {\displaystyle \theta _{m}(\tau )=\theta _{m}(\tau ,0)} d'una funció theta {\displaystyle \theta _{m}(\tau ,z)} amb la característica racional {\displaystyle m} a {\displaystyle z=0}. La variable {\displaystyle \tau } pot ser un nombre complex en el semiplà superior (en aquest cas les constants theta són formes modulars), o més generalment poden ser un element d'un semiplà superior de Siegel (en aquest cas les constants theta són formes modulars de Siegel).
La funció theta d'una xarxa és essencialment un cas especial d'una constant de theta.

## Definició
La funció theta {\displaystyle \theta _{m}(\tau ,z)=\theta _{a,b}(\tau ,z)} es defineix com:
{\displaystyle \theta _{a,b}(\tau ,z)=\sum _{\xi \in Z^{n}}\exp \left[\pi {\rm {i}}(\xi +a)\tau (\xi +a)^{t}+2\pi i(\xi +a)(z+b)^{t}\right]}
on 
- {\displaystyle n} és un enter positiu, anomenat gènere o rang.
- {\displaystyle m=(a,b)} s'anomena característica.
- {\displaystyle a}, {\displaystyle b} estan a {\displaystyle R^{n}}
- {\displaystyle \tau } és una matriu complexa {\displaystyle nxn} amb una part imaginària definitiva positiva
- {\displaystyle z} està en {\displaystyle C^{n}}
- {\displaystyle t} significa transposar un vector de fila.

Si {\displaystyle a}, {\displaystyle b} estan a {\displaystyle Q^{n}} llavors {\displaystyle \theta _{a,b}(\tau ,0)} s'anomena constant de theta.

## Exemples
Si {\displaystyle n=1}, i {\displaystyle a} i {\displaystyle b} valen {\displaystyle 0} o {\displaystyle 1/2}, llavors les funcions {\displaystyle \theta _{a,b}(\tau ,z)} són les quatre funcions theta de Jacobi i les funcions {\displaystyle \theta _{a,b}(\tau ,0)} són les constants theta de Jacobi clàssiques. La constant de theta {\displaystyle \theta _{1/2,1/2}(\tau ,0)} és igual a zero, però els altres tres poden ser no-zero.